# 鲁汶站
鲁汶站（荷蘭語：Station Leuven）是比利時弗拉芒布拉班特省省会鲁汶的主要鐵路車站。2014年，该站是比利时第六繁忙的铁路车站，僅次於布鲁塞尔南站、布鲁塞尔中央站、布魯塞爾北站、安特卫普中央站和根特圣彼得斯站。

## 列车服务
该站提供以下列车服务：
- 城际列车 (IC-01) 奥斯坦德 - 布鲁日 - 根特 - 布鲁塞尔 - 鲁汶 - 列日 - 韦尔肯拉特 - 奥伊彭
- 城际列车 (IC-03) 克诺克/布兰肯贝赫 - 布鲁日 - 根特 - 布鲁塞尔 - 鲁汶 - 哈瑟尔特 - 亨克
- 城际列车 (IC-08) 安特卫普 - 梅赫伦 - 布鲁塞尔机场 - 鲁汶 - 哈瑟尔特
- 城际列车 (IC-09) 安特卫普 - 利尔 - 阿尔斯霍特 - 鲁汶（周一至周五）
- 城际列车 (IC-12) 科特赖克 - 根特 - 布鲁塞尔 - 鲁汶 - 列日 - 韦尔肯拉特（周一至周五）
- 城际列车 (IC-14) 基耶夫兰 - 蒙斯 - 布赖讷勒孔特 - 布鲁塞尔 - 鲁汶 - 列日（周一至周五）
- 城际列车 (IC-21) 根特 - 登德尔蒙德 - 梅赫伦 - 鲁汶（周一至周五）
- 城际列车 (IC-29) 德潘讷 - 根特 - 阿尔斯特 - 布鲁塞尔 - 布鲁塞尔机场 - 鲁汶 - 兰登
- 地方列车 (L-03) 鲁汶 - 阿尔斯霍特 - 迪斯特 - 哈瑟尔特（周末）
- 地方列车 (L-20) 圣尼克拉斯 – 梅赫伦 – 鲁汶（周一至周五）
- 地方列车 (L-20) 梅赫伦 - 鲁汶（周末）
- 地方列车 (L-23) 安特卫普 - 利尔 - 阿尔斯霍特 - 鲁汶
- 布鲁塞尔城市快铁（法语：Réseau express régional bruxellois） (S2) 布赖讷勒孔特 - 哈勒 - 布鲁塞尔 - 鲁汶
- 布鲁塞尔城市快铁 (S9) 布赖讷拉勒 - 埃特贝克 - 布鲁塞尔卢森堡 - 鲁汶（周一至周五高峰时段）
- 布鲁塞尔城市快铁 (S20) 鲁汶 - 瓦夫爾 - 奥蒂尼

## 事故
2017年2月18日，一列旅客列車在魯汶附近脫軌。1人死亡，27人受傷。